# Mestobregma plattei
Mestobregma plattei är en insektsart som först beskrevs av Thomas, C. 1873.  Mestobregma plattei ingår i släktet Mestobregma och familjen gräshoppor. Inga underarter finns listade i Catalogue of Life.